# Ulla Bergryd

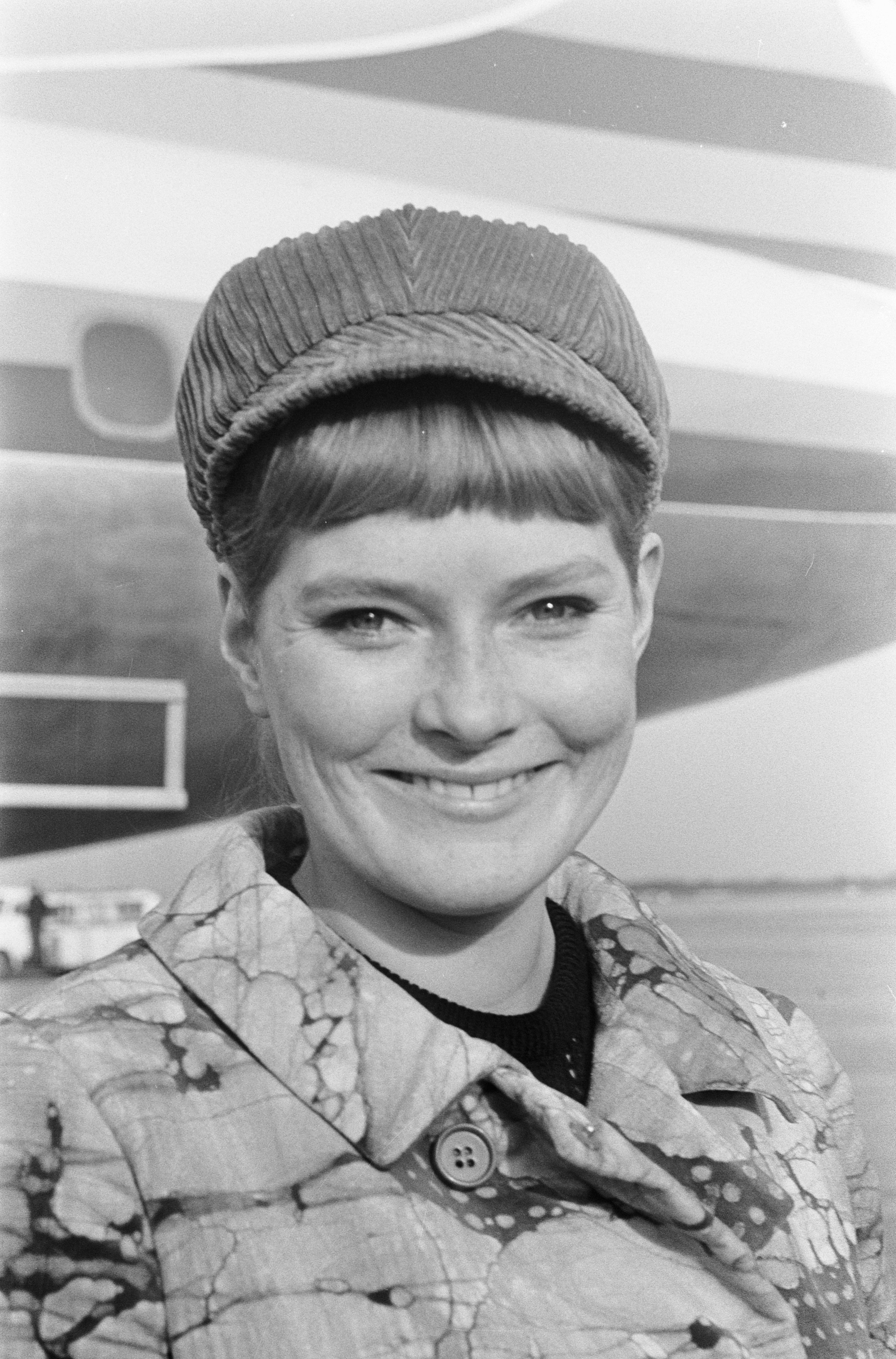
Ulla Bergryd, 1966

Ulla Bergryd (* 25. Juli 1942; † 31. Mai 2015 in Stockholm) war eine schwedische Schauspielerin.

## Leben
Bergryd war 23 Jahre alt und modelnde Studentin, als sie 1965 im Monumentalfilm Die Bibel von John Huston die Rolle der Eva verkörperte. 1967 übernahm sie die kleine Gastrolle einer Touristin an der Seite von Thomas Fritsch in der griechisch-schwedischen Filmkomödie Epiheirisis Apollon. Es war gleichzeitig Ulla Bergryds letzter Auftritt vor der Kamera.
Ihr Brotberuf wurde der einer Lektorin an der soziologischen Fakultät der Universität Stockholm.
Ulla Bergryd starb Ende Mai 2015 im Alter von 72 Jahren.